# Иноковский сельсовет
Иноковский сельсовет — муниципальное образование со статусом сельского поселения в Кирсановском районе Тамбовской области.
Административный центр — село Иноковка 1-я.

## История
В соответствии с Законом Тамбовской области от 17 сентября 2004 года № 232-З установлены границы муниципального образования и статус сельсовета как сельского поселения.

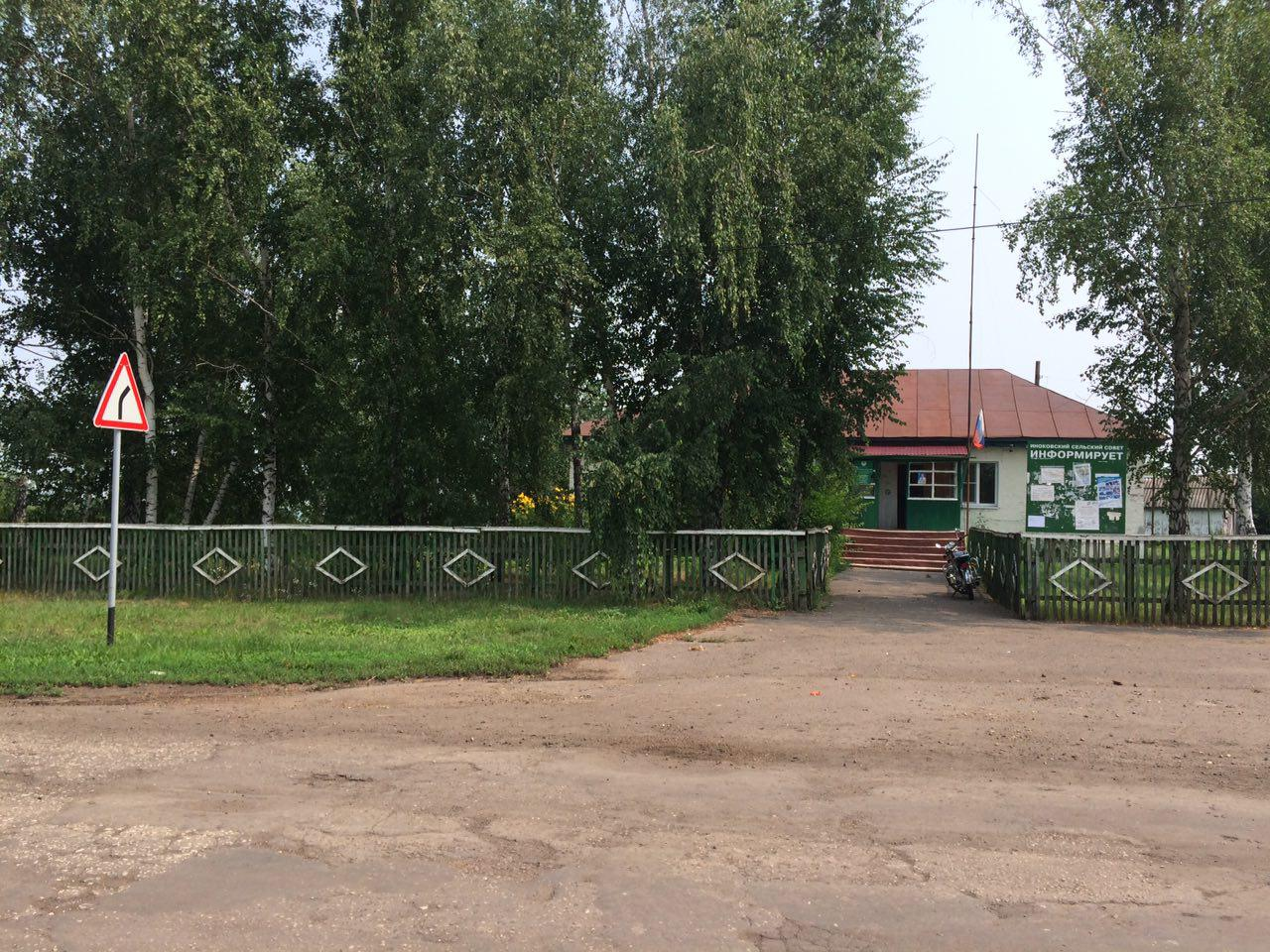
Иноковский сельсовет, 2016

## Население
| 2010 | 2012  | 2013 | 2014 | 2015 | 2016 | 2017 |
| ---- | ----- | ---- | ---- | ---- | ---- | ---- |
| 1080 | ↘1036 | ↘987 | ↘938 | ↘911 | ↘887 | ↘867 |
| 2018 | 2019  | 2020 | 2021 |      |      |      |
| ↘823 | ↘798  | ↘778 | ↘638 |      |      |      |

## Состав сельского поселения
| № | Населённый пункт | Тип населённого пункта       | Население |
| - | ---------------- | ---------------------------- | --------- |
| 1 | Иноковка 1-я     | село, административный центр | 671       |
| 2 | Иноковка 2-я     | село                         | 409       |